# Abeid Karume
Abeid Amani Karume (Mwera, 4 agosto 1905 – Zanzibar City, 7 aprile 1972) è stato un politico tanzaniano.
Fu il primo presidente di Zanzibar, nominato immediatamente dopo la rivoluzione del 1964. Tre mesi dopo, Zanzibar si unì al Tanganica formando l'odierno Stato della Tanzania, di cui Karume divenne vicepresidente e Julius Nyerere presidente.

## Biografia
Nato forse a Mwera nel 1905, Karume andò a scuola solo per poco tempo, cominciando da giovane a lavorare come marinaio e allontanandosi da Zanzibar, dove sarebbe tornato stabilmente solo nel 1939. Nei suoi viaggi ebbe modo di acquisire consapevolezza della situazione politica internazionale e in particolare dei problemi dell'Africa coloniale. A Londra conobbe alcuni leader africani di rilievo, fra cui il malawiano Kamuzu Banda. Tornato a Zanzibar, Karume entrò in politica nell'Afro-Shirazi Party (ASP), lavorando in particolare allo sviluppo delle relazioni con il TANU, il principale partito politico del Tanganica.
Il 10 dicembre del 1963 Zanzibar ottenne l'indipendenza dal Regno Unito, costituendosi come sultanato parlamentare. Alle prime elezioni, l'ASP ottenne una moderata maggioranza, ma i meccanismi del sistema elettorale favorirono lo Zanzibar National Party (ZNP), che ottenne il governo. Karume dichiarò la propria disponibilità a collaborare con il governo. Il 12 gennaio 1964 il governo dello ZNP e il sultano furono deposti da una rapida rivoluzione, guidata dall'ugandese John Okello. Rientrato in patria pochi giorni dopo da Dar es Salaam, Karume ottenne l'incarico di primo presidente del paese. Non risulta che Karume fosse stato coinvolto direttamente nella rivoluzione; egli prese immediatamente le distanze da Okello, e poco tempo dopo lo esiliò dal paese.
Nell'aprile del 1964, Karume strinse accordi con il primo presidente del Tanganica indipendente, Julius Nyerere, affinché Zanzibar e Tanganica si unissero in una repubblica federale, la Tanzania. Nella costituzione della nuova nazione venne definito il ruolo di presidente di Zanzibar come vicepresidente dell'unione. Karume mantenne questo ruolo fino al 1972, anno in cui venne assassinato. L'attuale presidente di Zanzibar, Amani Abeid Karume (eletto nel 2002 e rieletto nel 2005), è il figlio di Abeid Karume.